# Koksijde
Koksijde (franska: Coxyde) är en kommun i provinsen Västflandern i regionen Flandern i Belgien. Kommunen hade 21 910 invånare (2019).